# Peter Ofori-Quaye
Peter Ofori-Quaye (* 21. März 1980 in Accra) ist ein ghanaischer ehemaliger Fußballspieler.

## Karriere

### Im Verein
Ofori-Quaye wechselte im Dezember 1995 vom ghanaischen Erstligisten GHAPOHA Readers aus Tema zum Alpha-Ethniki-Verein PS Kalamata; durch sein Tor am 25. Mai 1996 gegen Apollon Smyrnis wurde er im Alter von 16 Jahren und 65 Tagen zum jüngsten Torschützen der Alpha Ethniki. Nach acht Toren in 34 Ligaspielen für Kalamata wechselte Ofori-Quaye im Sommer 1997 für eine Ablösesumme von vier Millionen US-Dollar zu Olympiakos Piräus. Am 1. Oktober 1997 erzielte Ofori-Quaye im Alter von 17 Jahren und 195 Tagen in der UEFA Champions League ein Tor gegen den norwegischen Verein Rosenborg Trondheim. Mit dem Verein gewann er bis zu seinem Wechsel jährlich die griechische Meisterschaft; im Jahr 1999 wurde Olympiakos nach Toren von Dimitris Mavrogenidis und Ofori-Quaye außerdem Pokalsieger, 2001 und 2002 belegte man den zweiten Platz im Wettbewerb. Ofori-Quaye bestritt insgesamt 80 Ligaspiele für Olympiakos und erzielte dabei 24 Tore. 2003 wechselte er zu den Liberty Professionals aus Dansoman; im Dezember 2005 unterzeichnete er einen Vertrag beim griechischen Erstligisten OFI Kreta, wo er acht Tore in 45 Spielen erzielte. Zwischen 2007 und 2008 stand Ofori-Quaye im Kader des israelischen Erstligisten Hapoel Ironi Kirjat Schmona und erzielte in 26 Spielen vier Tore. Im Juli 2008 wechselte er zum zypriotischen First-Division-Verein AEL Limassol, den er 2010 nach drei Toren in elf Ligaspielen verließ. Nach einjähriger Vereinslosigkeit – Ofori-Quaye war nicht wie angekündigt zum Hearts of Oak SC aus Accra gewechselt – unterschrieb der Stürmer Anfang Oktober 2011 einen Ein-Jahres-Vertrag beim Premier-League-Aufsteiger Bechem United aus Bechem. Nach dessen Erfüllung beendete er seine Karriere.

### In der Nationalmannschaft
Sein Debüt in der Nationalmannschaft Ghanas bestritt Ofori-Quaye im Jahr 1998. Bis heute absolvierte er achtzehn Länderspiele für die Black Stars, in denen er zwei Tore erzielen konnte. Allerdings wurde er seit 2007 nicht mehr für den Länderspielkader berücksichtigt.

## Erfolge und Auszeichnungen

### Im Verein
- Griechischer Meister: 1998, 1999, 2000, 2001, 2002, 2003
- Griechischer Pokalsieger: 1999
- Griechischer Vize-Pokalsieger: 2001, 2002

### In der Nationalmannschaft
- Junioren-Weltmeisterschaft 1997: Vierter
- Junioren-Weltmeisterschaft 1999: Viertelfinalist
- Afrikameisterschaft 2000: Viertelfinalist

### Persönliche Auszeichnungen und Rekorde
- jüngster Torschütze der Alpha Ethniki am 25. Mai 1996 im Alter von 16 Jahren und 65 Tagen
- zweitjüngster Torschütze der UEFA Champions League am 1. Oktober 1997 im Alter von 17 Jahren und 195 Tagen[20]